# دانشگاه مکرری
دانشگاه مکرری (انگلیسی: Makerere University) بزرگترین و قدیمی‌ترین مؤسسه آموزش عالی اوگاندا است که در آغاز به عنوان یک مدرسه فنی حرفه‌ای در سال ۱۹۹۲ تأسیس شد و در سال ۱۹۷۰ به یک دانشگاه ملی مستقل مبدل گشت.